# مختار أمين
مختار أمين ممثل مصرى ولد في 9 أغسطس عام 1934 وتوفي يوم 2 يونيو عام 2001.

## دراسته وعمله
هو خريج المعهد العالى للسينما، عمل بالإذاعة والتلفزيون. ثم شارك في بطولة العديد من الأفلام والمسلسلات التلفزيونية، لمع في بداية الستينات في المسرح ثم السينما وقدم العديد من الأدوار الثانوية، قدم العديد من الأفلام كان آخرها فيلم (السرعة لا تزيد عن صفر) عام 1992، وقد قام بالتمثيل في 60 عملاً فنياً مابين فيلم سينمائي ومسلسل تلفزيونى وسهرة تليفزيونية ومسلسل إذاعى

## أعماله الفنية

### أفلامه السينمائية
- مذكرات تلميذة إنتاج عام 1962 قام بدور أحمد
- مافيش تفاهم إنتاج عام 1961 قام بدور سمير
- نار في صدري إنتاج عام 1963 قام بدور مجدي
- على ضفاف النيل إنتاج عام 1963 قام بدور '
- الرجل الثعلب إنتاج عام 1962 قام بدور '
- شقاوة بنات إنتاج عام 1963 قام بدور '
- الحسناء والطلبة إنتاج عام 1963 قام بدور كمال عفيفي - ابن عم متولي
- سجين الليل إنتاج عام 1963 قام بدور '
- الباحثة عن الحب إنتاج عام 1964 قام بدور '
- فتاة شاذة إنتاج عام 1964 قام بدور '
- نمر التلامذة إنتاج عام 1964 قام بدور '
- 3 قصص إنتاج عام 1968 قام بدور موظف - القصة (1)
- جزيرة العشاق إنتاج عام 1968 قام بدور '
- عالم مضحك جداً إنتاج عام 1968 قام بدور '
- إمتثال إنتاج عام 1972 قام بدور '
- برج العذراء إنتاج عام 1972 قام بدور حسين
- أرملة ليلة الزفاف إنتاج عام 1974 قام بدور سمير
- سهم الله إنتاج عام 1976
- الوزير جاي إنتاج عام 1986 قام بدور كومبارس
- السرعة لا تزيد عن صفر إنتاج عام 1992 قام بدور '

### مسلسلاته التلفزيونية
- صنايع صنايع إنتاج عام قام بدور '
- الوسادة الخالية إنتاج عام قام بدور '
- في مهب الريح إنتاج عام قام بدور '
- العودة من المنفى إنتاج عام قام بدور '
- شهادة ميلاد إنتاج عام قام بدور منصور
- طائر البحر إنتاج عام 1972 قام بدور '
- القضبان إنتاج عام 1974 قام بدور '
- سليمان الحلبي إنتاج عام 1977 قام بدور '
- عنترة إنتاج عام 1978 قام بدور '
- غريب في المدينة إنتاج عام 1979 قام بدور '
- عيلة الدوغري إنتاج عام 1980 قام بدور الأحنف
- الكعبة المشرفة إنتاج عام 1981 قام بدور ميسره
- من أجل ولدي إنتاج عام 1981 قام بدور '
- رحلة عذاب إنتاج عام 1982 قام بدور حامد
- اللص الظريف إنتاج عام 1982 قام بدور '
- عمرو بن العاص إنتاج عام 1983 قام بدور سابي
- الخليل بن أحمد إنتاج عام 1984 قام بدور سيبويه
- علي الزيبق إنتاج عام 1985 قام بدور بلبول
- الذئب الأزرق إنتاج عام 1986 قام بدور '
- الأخوة زنانيري إنتاج عام 1988 قام بدور '
- لؤلؤ وأصداف إنتاج عام 1989 قام بدور '
- ليه يا زمن إنتاج عام 1989 قام بدور '
- الغفران إنتاج عام 1989 قام بدور '
- وجيده وسامح إنتاج عام 1990 قام بدور '
- حكاية شفيقة ومتولي إنتاج عام 1993 قام بدور '
- بنت بطوطة إنتاج عام 1993 قام بدور '
- لعبة الحياة (وداعا أيها الأمل) إنتاج عام 1998 قام بدور '

### سهراته التلفزيونية
- خريف لن يبدأ أبدا إنتاج عام قام بدور '
- نداء عاجل إنتاج عام قام بدور '
- استقالة وزير إنتاج عام قام بدور '
- أحلام ضائعة إنتاج عام قام بدور '
- كاتبة تبحث عن قصة إنتاج عام قام بدور '
- رجل في محنة إنتاج عام قام بدور '
- حمدان جاي من السفر إنتاج عام قام بدور '

### مسلسلاته الإذاعية
- الانتقام إنتاج عام قام بدور '
- أم العروسة إنتاج عام قام بدور '
- أيام عاصفة إنتاج عام قام بدور '

## وصلات خارجية
- مختار أمين على موقع الدهليز
- مختار أمين على موقع قاعدة بيانات الأفلام العربية